# Tidhar (Moschav)
Tidhar (hebräischתִּדְהָר , deutsch ‚Platane‘) ist ein Moschav im Südbezirk von Israel. Er gehört hier zum Unterbezirk Be'er Sheva, Regionalverwaltung Bnei Schimʿon.
Tidhar wurde 1953 vor allem von marokkanischen Einwanderern gegründet. Der Name wurde gemäß dem Satz des biblischen Buches Jesaja gewählt: „In der Steppe setze ich … Platanen“. (Jes 41,19 )
Auch die beiden benachbarten Moschavim Brosh und Te'aschur wurden 1953 von marokkanischen Einwanderern gegründet, nach Bäumen aus Jes 41,19 benannt, und sie bilden zu dritt eine Siedlungs-Gruppe.